# Эстегляль (футбольный клуб)
«Эстегля́ль», иногда называется «Эстеглал» или «Истиглал» (перс. باشگاه فوتبال استقلال تهران‎), до 1979 года назывался «Тадж» (перс. باشگاه فوتبال تاج تهران‎) — иранский футбольный клуб из Тегерана, основанный 26 сентября 1945 года. «Эстегляль» является одним из самых знаменитых клубов Ирана. Клуб выступает в Про-лиге Персидского залива.
Клуб является частью мультиспортивного клуба «Эстегляль» Иранской Атлетической и Культурной Компании (Персидский: شرکت فرهنگی ورزشی استقلال ایران). Они были первой командой, которая набрала 1000 очков в Профессиональной Лиге Персидского Залива.
С начала сезона 1973/74 «Эстегляль» проводил свои домашние матчи на стадионе «Азади», который вмещает 78 116 человек, хотя он способен вместить больше людей во время важных матчей.
«Эстегляль» установил рекорд посещаемости матча Клубного чемпионата Азии в 1999 году, когда 125 000 болельщиков смотрели свой финал против «Джубило Иваты» в Тегеране. Клуб принадлежит и поддерживается Министерством Спорта и Молодёжи.
Каждый матч клуба «Эстегляль» на телевидении и в киберпространстве привлекает в среднем от 30 до 110 миллионов зрителей.

## История
«Эстегляль» был основан в 1945 году под названием «Дочаркех Саваран». В 1949 году был переименован в «Тадж». После исламской революции 1979 года команда «Тадж», к тому моменту уже имевшая в активе 2 чемпионских титула, победу в Кубке Ирана (1974), а также титул победителя Кубка азиатских чемпионов 1970, была переименована в «Эстегляль», что в переводе с персидского означает «Независимость».
Победив в финале азиатского клубного чемпионата 1970 года тель-авивский «Хапоэль», команда стала единственной из участников азиатского кубка за все его розыгрыши, кому удалось одержать победу над израильскими командами (ещё 2 раза израильтяне играли вничью и 14 раз побеждали).
Под новым названием команда выиграла множество других титулов, став одним из самых титулованных и популярных клубов Ирана.
В Ахвазе имеются два клуба-филиала: «Эстеглаль Ахваз» и «Эстеглаль Хузестан».
Вместе с «Персеполисом» в январе 2022 года был исключены из розыгрыша в этом году Лиги чемпионов АФК из-за того, что оба принадлежат Министерству молодёжи и спорта Ирана.
До революции спортивный комплекс «Тадж» имел 5 спортивных клубов в Тегеране и 66 клубов в городах, также Тадж имел клубы в Турции (под названием «Таджспор клуб») и Катаре, но с революцией 1978 года эти места были исключены из списка. Тадж в Тегеране включал Центральный дворец Тадж на улице Бахарестан, спортивный клуб Пеле на улице Низам Абад, женский клуб Тадж на улице Лос-Анджелес (нынешний Хиджаб), теннисный клуб Тадж на улице Пехлеви (нынешний Вели Аср) и клуб Реза Пехлеви в Назиабад. У Таджа также было два спортивных магазина в Тегеране на улицах Шахреза и Бахарестан. После иранской революции в 1378 году Центральный дворец Тадж и другие помещения, принадлежавшие Тадж-клубу, были захвачены Революционными комитетами. Спортивные места были переданы Организации физического воспитания, а административные помещения или другие услуги, такие как спортивный магазин клуба. были переданы таким организациям, как Исламская пропагандистская организация. Усилия Клуба Эстеглал по возвращению этих мест пока не увенчались успехом.

## Достижения

### Национальные
- Чемпион Ирана (9): 1970/71, 1974/75, 1989/90, 1997/98, 2000/01, 2005/06, 2008/09, 2012/13, 2021/22
- Вице-чемпион Ирана (9): 1973/74, 1991/92, 1994/95, 1998/99, 1999/00, 2001/02, 2003/04, 2010/11, 2016/17
- Победитель Второго дивизиона Ирана (1): 1993/94
- Обладатель Кубок Ирана (Хафзи) (7): 1977, 1996, 2000, 2002, 2008, 2012, 2018
- Финалист Кубка Хазфи (4): 1990, 1999, 2004, 2016

### Международные
- Победитель Лиги чемпионов АФК (2): 1970, 1991
- Финалист Лиги чемпионов АФК (2): 1992, 1999
- Обладатель Кубка Президента Туркмении (1): 1998
- Обладатель Кубка Каспия (1): 1996

## Стадион
Свои домашние матчи «Эстегляль» проводит на главном и крупнейшем стадионе Ирана — «Азади», который расположен в Тегеране. С персидского языка название стадиона переводится как Свобода. В настоящее время данный стадион вмещает в себя 78 116 зрителей, а до недавнего времени вмещал 100 000 зрителей. Стадион является частью крупного спортивного комплекса «Азади». До 1979 года, стадион и спорткомплекс назывались «Арьямехр», что в переводе с персидского означает Арийский свет.
Кроме «Эстегляля», на стадионе «Азади» проводят свои домашние матчи национальная сборная Ирана и заклятый соперник «Эстегляля» — «Персеполис». До постройки стадиона «Азади» в 1974 году, «Эстегляль» до 1979 года называвшийся «Таджем», проводила свои домашние матчи на стадионе «Амджадие» (ныне называется стадионом Шахида Шируди), который вмещает 30 000 зрителей.

## Текущий состав
| №  |            | Поз. | Имя                | Год рождения |
| -- | ---------- | ---- | ------------------ | ------------ |
| 1  | Флаг Ирана | Вр   | Хоссейн Хоссейни   | 1992         |
| 22 | Флаг Ирана | Вр   | Мехди Нуроллахи    | 1997         |
| 3  | Флаг Ирана | Защ  | Милад Закипур      | 1995         |
| 13 | Флаг Ирана | Защ  | Армин Сохрабян     | 1995         |
| 21 | Флаг Ирана | Защ  | Вурия Гафури       | 1987         |
|    | Флаг Ирана | Защ  | Сина Хадемпур      | 1997         |
| 70 | Флаг Ирана | Защ  | Мохаммад Данешгар  | 1994         |
| 44 | Флаг Ирана | Защ  | Милад Багери       | 1994         |
|    | Флаг Ирана | Защ  | Амир Эсмаэил Задех | 2000         |
|    | Флаг Ирана | Защ  | Амирхоссейн Каргар | 1998         |
| 4  | Флаг Ирана | Защ  | Сиаваш Йаздани     | 1992         |
| 8  | Флаг Ирана | ПЗ   | Фаршид Эсмаили     | 1994         |

| №  |            | Поз. | Имя              | Год рождения |
| -- | ---------- | ---- | ---------------- | ------------ |
|    | Флаг Ирана | ПЗ   | Хоссейн Хейдари  | 1998         |
| 77 | Флаг Ирана | ПЗ   | Реза Азари       | 1998         |
| 88 | Флаг Ирана | ПЗ   | Реза Карими      | 1998         |
| 9  | Флаг Ирана | ПЗ   | Али Дашти        | 1998         |
| 13 | Флаг Ирана | ПЗ   | Араш Резаванд    | 1993         |
| 17 | Флаг Ирана | ПЗ   | Масуд Риги       | 1991         |
| 5  | Флаг Ирана | ПЗ   | Ареф Голами      | 1997         |
| 10 | Флаг Ирана | Нап  | Рухолла Багери   | 1991         |
| 11 | Флаг Ирана | Нап  | Мортеза Табризи  | 1991         |
|    | Флаг Ирана | Нап  | Шахир Тахеркхани | 1997         |
| 19 | Флаг Ирана | Нап  | Мортеза Агахан   | 1993         |
| 23 | Флаг Ирана | Нап  | Дариуш Шойаеан   | 1992         |
| 25 | Флаг Ирана | Нап  | Мехди Гаеди      | 1998         |
| 99 | Флаг Ирана | Нап  | Сажжад Агаеи     | 1999         |

## Экипировка и главный спонсор
Данные с 2008 года.
| Период     | Поставщик формы | Главный спонсор    |
| ---------- | --------------- | ------------------ |
| 2008-09    | Uhlsport        | Iran Mobile Market |
| 2009-10    | Uhlsport        | Iran Mobile Market |
| 2010-11    | Uhlsport        | City Bank          |
| 2011-12    | Uhlsport        | City Bank          |
| 2012-13    | Uhlsport        | Refah Bank         |
| 2013-14    | Merooj          | нет                |
| 2014-15    | Merooj          | нет                |
| 2015-16    | 361 Degrees     | Hamrahe Avval      |
| 2016-н. в. | Li-Ning         | Hamrahe Avval      |